# Les Longues Vacances de 36
Pour plus de détails, voir Fiche technique et Distribution.
Les Longues Vacances de 36 (Las largas vacaciones del 36) est un film espagnol réalisé par Jaime Camino, sorti en 1976.

## Synopsis
À l'été 1936, une famille passe ses vacances à Barcelone alors que la guerre d'Espagne se profile.

## Fiche technique
- Titre : Les Longues Vacances de 36
- Titre original : Las largas vacaciones del 36
- Réalisation : Jaime Camino
- Scénario : Jaime Camino et Manuel Gutiérrez Aragón
- Musique : Xavier Montsalvatge
- Photographie : Fernando Arribas
- Montage : Teresa Alcocer
- Production : José Frade
- Société de production : José Frade Producciones Cinematográficas
- Pays de production :  Espagne
- Genre : Drame et historique
- Durée : 102 minutes
- Dates de sortie : 
  - Espagne : 28 octobre 1976
  - France : 25 février 1981

## Distribution
- Analía Gadé : Virginia
- Ismael Merlo : le grand-père
- Ángela Molina : Encarna
- Vicente Parra : Paco
- Francisco Rabal : le maître
- José Sacristán : Jorge
- Charo Soriano : Rosita
- Concha Velasco : Mercedes
- José Vivó : Alberto
- Conxita Bardem : Mme. Ramona
- Francisco Jarque : Ernesto
- Juan Torres : Alsina
- Carlos Lucena : Badia
- Alfred Lucchetti : Pujol
- María Tordera : Mme. Alsina
- Carmen Molina : Mme. Badia
- Ángela Roberts : Mme. Pujol

## Distinctions
Le film a été présenté en sélection officielle en compétition lors de Berlinale 1976,.